# Prosser (Washington)
Prosser az egyesült államokbeli Washington állam Benton megyéjének székhelye.  A 2013-as adatok alapján 5,796 lakosa van.

## Fekvése
A város a Yakima folyó két partján, a Yakima-völgy keleti felén, a Rattlesnake- és a Horse Heaven-dombságok lábánál fekszik. Éghajlata száraz, enyhe téllel és meleg, száraz nyárral.

## Története
Amerikai őslakosok évszázadokon keresztül éltek itt, akik a zúgó, azaz Tap tut nevet adták a helynek. William Farrand Prosser ezredes 1879-ben járt először ezen a területen, 1882-ben pedig le is telepedett itt. Mindeközben, 1881-ben egy James Kinney nevű, földbe vájt kunyhóban élő telepes szállót épített a Yakima folyó egyik partjára és a helyet elnevezte Kinneyville-nek. A Northern Pacific Vasúti Társaság 1884-ben síneket fektetett le a városban, ami hozzájárult a vidék lakosságának növekedéséhez, fejlődéséhez. Napi 20 vonat ment át a városon naponta. Ugyancsak 1884-ben, 24 telepes megszavazta, hogy a város neve legyen Prosser Falls és ne Kinneyville, valamint, hogy a két település egyesüljön. 1885-ben Prosser földmérési alaptérképet készíttetett, egy évvel később pedig megválasztották Yakima megye könyvvizsgálójának, sőt, felkérték, hogy legyen azon 75 delegált egyike, akik megírták Washington állam alkotmányát. Ekkor el is költözött Yakima városába és többet nem tért vissza abba a városba amit alapított.
1884-ben alapították az iskolát, Lewis Hinzerling pedig malmot építtetett a prosseri zúgóknál 1887-ben, amellyel tovább bátorította a letelepedést. Az 1880-as években ő építtette az első fahidat a városban, de több évtized után azt elbontották, a mai betonhíd pedig 1932-ben épült. Az első öntözőcsatorna 1893-ra készült el, Prosser városát végül 1899-ben jegyezték be városként, 229 lakossal. A város azért hagyta el a Falls nevet, mert amikor Prosser felesége, az első postamester kérte a bejegyeztetést, azt a választ kapta, hogy túl sok Falls nevű város van. Rövidesen Prosser ezredes számos egyházi felekezetnek adott ingyenes telket, hogy oda templomot építsenek. Az első ilyen templom a metodistáké volt 1894-ben.
1905-ben Yakima és Klickitat megye lekerekítéséből jött létre Benton megye, Prossert pedig megyeszékhelynek választották. 1907-ben erőmű épült, és kiépült az elektromos hálózat a városban. Egy évvel később új középiskolát alapítottak, 1908-ban pedig telefonközpont. 1910-ben a város adományt kapott Andrew Carnegie-től egy könyvtár építéséhez.
Az 1910-es és 20-as években több vállalat is keresett földgázt és kőolajat Prosser területén, de jelentős készleteket nem találtak, a nagy világválság pedig a keresés végét jelentette.
1912. november 5-én Benton megyében népszavazást tartottak arról, hogy vagy Benton City-be, vagy Kennewickbe kerüljön át a megyeszékhely. A szavazást rendszeres rivalizálás és nyilatkozatháború előzte meg. De annak ellenére, hogy a szavazatok többségét Kennewick kapta, a törvényileg előírt hatvan százalékos többség nem volt meg ahhoz, hogy átkerüljön a megyeszékhely, így a mai napig Prosser az.
1919-ben, a Washington Állami Főiskola (később Washington Állami Egyetem) nevű felsőoktatási intézmény létrehozta az Öntözési Kísérleti Intézetet, amely Washington állam csapadékszegény középső területén zajló problémákat vizsgálja a helyiek segítségével.
A városnak az 1920-as évekig három újságja (A Republican-Bulletin, a Prosser Record, és a Benton Independent) is volt, amiket összevontak a mai napig működő Prosser Record-Bulletin hetilappá.
2016. július 31 és augusztus 2-a között egy bozóttűz (South Ward Gap  Fire) miatt 3237 hektárnyi terület égett le a város külterületén, 275 lakóépület volt veszélyben és több tucat embert kellett kitelepíteni.

## Létesítmények
Öt alap és középfokú oktatási intézmény van a városban, valamint egy szabadtéri stadion, az Art Fiker Memorial Stadium. Prosserben 1947 óta működik a Prosser Memorial Hospital nevű kórház és egészségügyi központ.

## Gazdaság
A város gazdaságát meghatározza a mezőgazdaság. Az 1930-as években végén ültetett először szőlőt a vidéken Walter Clore, aki bebizonyította, hogy a talaj alkalmas a borszőlő termesztésre. Mire 1976-ban nyugdíjba vonult 312 fajta szőlőt termesztett. Napjainkra, Prosser a Yakima-völgy borvidék része és egy 50 mérföldes sugarú körben több, mint 75 borászat működik, valamint a Walter Clore Központ, ami egy borászati, kulináris és helytörténeti központ.2012-es adatok alapján Benton megyében 1509 gazdaság működött, amelyek főprofilja a szőlő, az alma és a burgonya volt. Az összbevételük 923 millió dollár volt.

## Turizmus
Az év legnagyobb részében a borkultúrával kapcsolatos programok vannak Prosserben. Az egyik legjelentősebb esemény az augusztus második szombatján megrendezett Prosser Wine and Food Fair nevű kulináris rendezvény, ahol több tucat borászat mutatkozik be és számos ételt lehet kóstolni. Ezt többek közt a város stadionjában tartják. Szeptember első hétfőjén és az előtte levő hétvégén tartják a városi felvonulást és utcabált, valamit ekkor választják meg a város szépét. Szeptember végén kerül sor a Great Prosser Balloon Rally nevű hőlégballon versenyt. A hőlégballonokat a verseny előtti éjszaka kivilágítva mutatják be a városi stadionban, majd másnap hajnalban felszállnak.

## Sport
Prosserben vannak szabadtéri teniszpályák és egy városi strand. A város középiskolájának amerikai futball-csapata a Prosser Mustangs, ami 1968-ban, 1992-ben, 1993-ban, 1999-ben és 2007-ben nyerte meg Washington állam középiskolai futballbajnokságát.

## Fordítás
Ez a szócikk részben vagy egészben  a   Prosser, Washington című angol Wikipédia-szócikk ezen változatának fordításán alapul.  Az eredeti cikk szerkesztőit annak laptörténete sorolja fel. Ez a jelzés csupán a megfogalmazás eredetét és a szerzői jogokat jelzi, nem szolgál a cikkben szereplő információk forrásmegjelöléseként.